# Milutin Nikolić
Milutin Nikolić (...) è un allenatore di pallacanestro ed ex cestista croato.
Marito dell'ex cestista Mira Bjedov.

## Carriera
Trascorre tutta la carriera da giocatore in Croazia con il KK Monting per poi ritirarsi all'età di 28 anni e trasferirsi in Svizzera per intraprendere la carriera da allenatore.
Dal 1995 al 1999 è assistente di Duško Ivanović sulla panchina del Fribourg Olympic. Tornerà da capo allenatore nel 2001, dopo una parentesi a Cipro, per sostituire Ken Scalabroni. Dal 2002 al 2005 guida i Lugano Tigers e si stabilisce in Canton Ticino allenando successivamente Mendrisio e Massagno. Nella stagione 2015-2016 approda agli Abidjan Ramblers con cui conquista l'African Basketball League. Dal 2021 è nuovamente allenatore dei Lugano Tigers.

## Palmarès

### Allenatore
- African Basketball League: 1

Abidjan Ramblers: 2015-16